# فهد سعد العجلان
فهد بن سعد العجلان نائب رئيس نادي النصر السعودي، من مواليد مدينة الرياض عام 1397هـ - 1977م.

## المناصب التي تولاها
- مدير عام شركة عبد الله بن سعد العجلان وإخوانه.
- مدير عام مؤسسة همس الطبيعة للتجارة.
- مدير مكتب الشيخ سعد العجلان للعقارات.
- نائب رئيس نادي النصر السعودي.[1][3]